# 고대우
고대우(1987년 2월 9일 ~ )는 대한민국의 축구 선수이다. 포지션은 미드필더이다.